# Heriberto Aja
Heriberto Aja Holguín (Acatlán, Puebla, 4 de enero de 1876-Hermosillo, 15 de octubre de 1950) fue un funcionario gubernamental, educador y  escritor mexicano.

## Biografía
Nació en el rancho de Tianguistengo, Municipio de Acatlán, en el Estado de Puebla. Sus padres fueron José María Aja y Eugenia Holguín. Estudió la educación primaria en Acatlán, mientras su formación profesional la llevó a cabo en la ciudad de Puebla de Zaragoza. Se casó con Luz Carranza el 28 de agosto de 1910, con quien tuvo cinco hijos: Luz Celia, Josefina, María, Heriberto y Enrique.

### Carrera como maestro
Obtuvo su primer empleo como ayudante en la Escuela Gabino Barreda, en el año de 1897. Luego trabajó en el Colegio Torreón, en la ciudad de Torreón, Coahuila. En 1904 llegó a Sonora para trabajar como director de la Escuela Superior n.º 1 del puerto de Guaymas, contratado por Felipe Salido, quien era director de Educación Pública del Estado. En 1907 es nombrado subdirector del Colegio de Sonora, y, posteriormente, de 1909 a 1910, trabajó como director de la Escuela n.º 1 de Varones en la ciudad de Hermosillo. Se mudó a la ciudad de Magdalena de Kino para trabajar en la escuela Fenochio, de 1911 a 1913. Luego, regresa a Hermosillo y funda una escuela particular a la cual nombra Escuela Comercial Aja. Durante algunos años también trabajó como maestro de la Escuela Normal del Estado de Sonora. Fue jubilado en julio de 1949.
En enero de 1945, fue homenajeado como Educador Ilustre de Sonora y en su honor se le otorgó su nombre a una escuela de reciente creación en la parte norte de la ciudad. En mayo del mismo año, el Gobierno del Estado de Puebla también se unió al homenaje.
En reconocimiento a sus contribuciones, el Congreso del Estado aprobó una pensión vitalicia de 400 pesos mensuales, la cual se empezó a entregar a partir de septiembre de 1949. A pesar de ello, continuó desempeñándose como catedrático de la Universidad de Sonora y de la Escuela Alberto Gutiérrez.

### Carrera como funcionario público
El 20 de septiembre de 1917 es nombrado director general de Educación del Estado de Sonora, cargo que ocupó hasta 1919, y el cual volvió a ocupar en 1926, y de 1929 a 1931.

## Producción literaria e intelectual
Fue autor de varios libros sobre educación comercial. Publicó artículos periodísticos sobre temas educativos. También dio conferencias sobre temas variados, y participó como orador oficial en diferentes actos cívicos. Fue autor de algunas obras de teatro, en las que se destaca "Maldita sea la guerra y "La ley de la Herencia", así como algunas obras para radio.

## Actividad filantrópica, social y cultural
Formó parte algunas sociedades filantrópicas, filosóficas y mutualistas. Organizaba torneos intelectuales, así como veladas de música y literatura. También fomentó actividades deportivas, dando clases de gimnasia, boxeo y esgrima, y formó bandas escolares de música y estudiantinas.

## Distinciones
Fue distinguido por el gobernador del estado de Sonora, Román Yocupicio Valenzuela, por la H. Cámara de Comercio de Hermosillo, por la radiodifusora XEHQ, por la Sociedad de Alumnos de la Escuela Comercial Aja, entre otros más. En 1945 el Gobernador Abelardo L. Rodríguez, mandó construir una escuela primaria bajo su nombre, la cual, está en funciones hasta el día de hoy. Años más adelante, el H. Ayuntamiento de Hermosillo nombró Heriberto Aja a la calle donde está situada esta escuela primaria. El 26 de enero de 1945  la XXXVII Legislatura del Estado de Sonora, declaró a Heriberto Aja como Educador Ilustre por Decreto Oficial como estímulo a sus eminentes servicios prestados al Estado en el Ramo de la Educación.

## Muerte y legado
Fallece el domingo 15 de octubre de 1950 a las 6:00 de la mañana en su residencia de Hermosillo, Sonora ubicada sobre la avenida Rosales número 35, dejando un profundo legado en la historia de la educación en Sonora. La causa de su muerte fue una neumonía, padeciendo uremia durante sus últimos años de vida.
Aja Olguín será recordado como uno de los destacados educadores que contribuyeron a formar las primeras generaciones de brillantes sonorenses que ocuparon destacados cargos en el ámbito empresarial y político a lo largo del siglo XX.
En la actualidad una escuela primaria de Hermosillo, Sonora lleva su nombre, así como una calle en la misma ciudad.